# Iglesia ortodoxa de Grecia

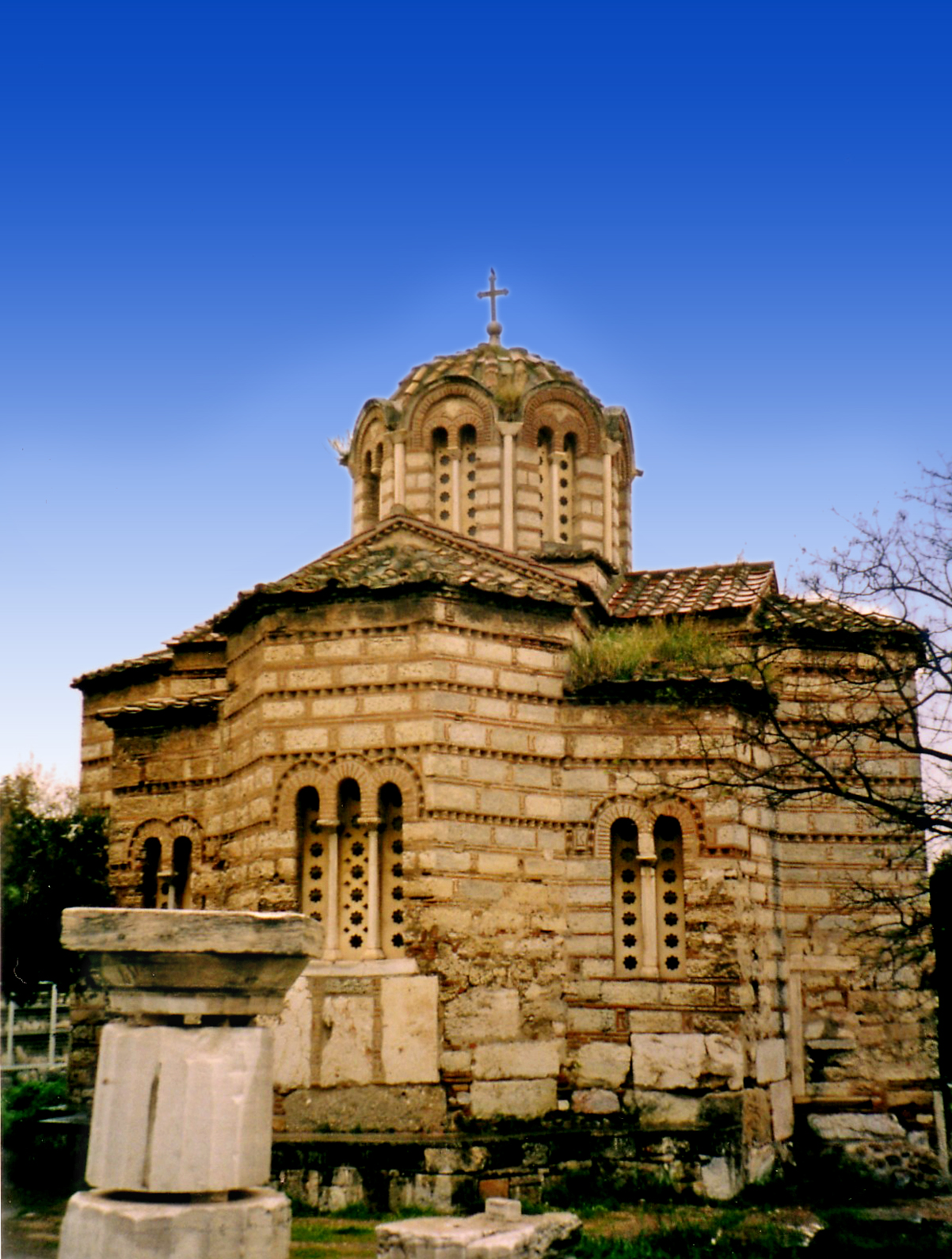
Iglesia de los Santos Apóstoles, en el ágora de Atenas

La Iglesia ortodoxa de Grecia o Iglesia ortodoxa helénica (en griego antiguo: Ἐκκλησία τῆς Ἑλλάδος, romanizado: Ĕkklēsía tēs Hĕlládŏs; en griego moderno: Εκκλησία της Ελλάδος) es una de las catorce (o quince) Iglesias autocéfalas de la comunión ortodoxa. Hoy es la cuarta Iglesia ortodoxa más grande con unos 9 millones de feligreses (en Grecia continental). Ha desempeñado un papel principal en Grecia durante siglos y se considera su religión oficial en virtud de la Constitución nacional, con una naturaleza de Iglesia nacional. Su territorio canónico está limitado a los límites de Grecia anteriores a la guerra de los Balcanes (1912-1913), con el resto de Grecia bajo la jurisdicción del Patriarcado Ecuménico de Constantinopla. Sin embargo, la mayoría de sus diócesis son de facto administradas como parte de la Iglesia de Grecia por razones prácticas, bajo un acuerdo entre las iglesias de Atenas y Constantinopla.
Su autoridad suprema está investida por el sínodo de todos los arzobispos de las arquidiócesis metropolitanas (el Santo Sínodo de la Iglesia de Grecia, en griego antiguo: Ἱερὰ Σύνοδος τῆς Ἐκκλησίας τῆς Ἑλλάδος, romanizado: Hierà Sýnodos tēs Ĕkklēsías tēs Hĕlládos) bajo la presidencia de iure del arzobispo de Atenas y de toda Grecia. El sínodo se encarga de asuntos generales de la iglesia. El Sínodo Permanente está bajo la misma presidencia y consiste en doce arzobispos y el Primado, cada uno a cargo de detalles administrativos durante un periodo bajo un sistema rotativo.

## Historia

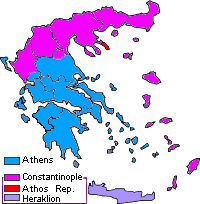
Organización eclesiástica de la Iglesia ortodoxa en Grecia.

Según la tradición, el cristianismo fue difundido en Grecia alrededor del año 50 principalmente por el apóstol Pablo y por Lucas, Timoteo, Tito, Silas y otros discípulos de Cristo como Andrés y Felipe. El viaje y predicación de Pablo a Grecia se narra en los Hechos de los Apóstoles.
Las comunidades cristianas de Grecia formaban, en la unidad con Roma, la provincia eclesiástica de Iliria. Desde el año 730 la provincia pasó a la jurisdicción del patriarca de Constantinopla. Luego de 1829, cuando terminó la guerra de liberación contra los turcos, la Iglesia se separó de la jurisdicción de Constantinopla, declarándose autocéfala en 1833 y fue reconocida como tal por el Patriarcado Ecuménico de Constantinopla en 1850.
El rey de Grecia, según el modelo ruso, era el dirigente supremo del Santo Sínodo, pues no tenían un patriarcado propio. En 1923, el arzobispo Papadopoulos reformó la constitución Sinodal por la que el Santo Sínodo pasó a ser presidido por el arzobispo de Atenas como primus inter pares.
Durante la Segunda Guerra Mundial y la persecución comunista posterior, murieron un número indeterminado de sacerdotes y fueron destruidas varias iglesias. Este debilitamiento de las fuerzas fue aprovechado por la propaganda comunista y por sectas como los Predicadores Sacros. La Iglesia ortodoxa de Grecia se ha ido recuperando lentamente de esta postración. Trabaja en estrecha colaboración con el Estado Heleno. Una serie de asociaciones trabajan por la formación religiosa por medio de los medios de comunicación y las escuelas. Cada estado tiene sus propias organizaciones apostólicas. 
También es importante el esfuerzo que despliegan por las obras caritativas y por la formación de sacerdotes competentes. Las relaciones con el movimiento ecuménico se desarrollaron con interés, pero la comprensión del pensamiento y de las condiciones internas de la Iglesia  católica fue escasa.
La Iglesia de Grecia mostró siempre una profunda aversión hacia las miras expansionistas del Patriarcado de Moscú. El 12 de octubre de 2019, la Iglesia ortodoxa de Grecia reconoció oficialmente la autocefalia de la Iglesia ortodoxa de Ucrania. El arzobispo de Atenas y de toda Grecia Jerónimo II concelebró la Divina Liturgia con el metropolitano de Kiev y toda Ucrania Epifanio el 19 de octubre en Salónica.
El 17 de octubre de 2019, el Santo Sínodo de la Iglesia ortodoxa rusa autorizó al patriarca Cirilo I de Moscú suprimir en las liturgias la mención del nombre del arzobispo Jerónimo II de Atenas y toda Grecia, rompiendo de esta manera la plena comunión con la Iglesia ortodoxa de Grecia.